# Tsai Chin (cantante)
Tsai Chin (蔡琴S, Cài QínP; minnan taiwanese: Chhoà Khîm; Kaohsiung, 22 dicembre 1957) è una cantante taiwanese di origini cinesi, della provincia dello Hubei.
Canta in cinese ed in dialetto taiwanese minnan, ed è apprezzata dal pubblico per la sua vocalità ricca e la sua personalità brillante. Tra i suoi singoli più conosciuti, si ricordano Bei yiwang de shiguang (被遺忘的時光, Il tempo dimenticato), Qiashi ni de wenrou (恰似你的温柔, Proprio come la tua tenerezza), Zuihou yi ye (最後一夜, L'ultima notte), Du ni (讀你, Leggendoti) e Ni de yanshen (你的眼神, Lo spirito dei tuoi occhi). Il suo pubblico maggiore si trova nella Cina continentale, mentre il picco della sua popolarità a Taiwan è stato raggiunto tra gli anni '70 ed i '90.

## Altro
La canzone di Tsai Chin The Forgotten Times (I tempi dimenticati) è presente nella colonna sonora del film di Hong Kong del 2002 Infernal Affairs. Oltre a fungere da canzone tema del film, essa gioca un ruolo importante nello svolgersi cronologico della trama, collegando tra loro diversi elementi della storia.

## Curiosità
- Tsai Chin era sposata con il regista taiwanese Edward Yang. La cantante ha anche recitato, insieme a Hou Hsiao-hsien, nel film di Yang del 1984, Taipei Story.

## Discografia
| Anno           | Album                                  | Etichetta       | Note                                                  |  |
| Aprile 1979    | 出塞曲                                 | HAI SHAN        |                                                       |  |
| Maggio 1981    | 秋瑾                                   | HAI SHAN        |                                                       |  |
| Settembre 1981 | 你的眼神                               | HAI SHAN        |                                                       |  |
| Settembre 1982 | 一千個春天                             | 四海            |                                                       |  |
| Settembre 1982 | 再愛我一次                             | HAI SHAN        |                                                       |  |
| Novembre 1982  | 藍色的夢                               | HAI SHAN        |                                                       |  |
| Marzo 1983     | 不了情                                 | HAI SHAN        |                                                       |  |
| Maggio 1983    | 昨夜之燈                               | HAI SHAN        |                                                       |  |
| Novembre 1983  | 世界名曲專輯                           | HAI SHAN        |                                                       |  |
| Aprile 1984    | 此情可待                               |                 |                                                       |  |
| Luglio 1985    | 癡癡的等 (Aspettando devotamente)      | UFO GROUP       |                                                       |  |
| 1986           | 蔡琴個人演唱會精選                     |                 | 14-16 ottobre 1983, concerto all'AC Hall di Hong Kong |  |
| Marzo 1986     | 傷心小站 (Stazione dei cuori infranti) |                 |                                                       |  |
| Ottobre 1986   | 人生就是戲 (La vita è uno spettacolo)  | UFO GROUP       |                                                       |  |
| Dicembre 1986  | 飛向未來                               | UFO GROUP       |                                                       |  |
| Settembre 1987 | 第一種聲音                             | UFO GROUP       |                                                       |  |
| Novembre 1987  | 時間的河                               | UFO GROUP       |                                                       |  |
| Dicembre 1987  | 美就是心中有愛                         | UFO GROUP       | 中華民國小姐選拔特別專輯                              |  |
| Giugno 1988    | 火舞 (La danza del fuocoì)             | UFO GROUP       |                                                       |  |
| Ottobre 1989   | 談心 (A proposito dei cuori)           | UFO GROUP       |                                                       |  |
| Dicembre 1990  | 回到未來~國語懷念老歌                  | UFO GROUP       |                                                       |  |
| Dicembre 1990  | 回到未來~台語懷念老歌                  | UFO GROUP       |                                                       |  |
| Dicembre 1991  | 太陽出來了                             | UFO GROUP       |                                                       |  |
| Luglio 1992    | 你不要那樣看著我的眼睛                 | 波麗佳音        |                                                       |  |
| Settembre 1993 | 一曲成名-輝煌時代                      | UFO GROUP       |                                                       |  |
| Gennaio 1994   | 新感情舊回憶                           | DIEN JIANG      |                                                       |  |
| Luglio 1995    | Late Night Show                        | DIEN JIANG      |                                                       |  |
| Gennaio 1996   | 民歌蔡琴                               | DIEN JIANG      |                                                       |  |
| Febbraio 1996  | 情歌蔡琴                               | EMI             |                                                       |  |
| Giugno 1996    | 飄浪之女台語專輯                       | DIEN JIANG      |                                                       |  |
| Luglio 1997    | Rush                                   | DIEN JIANG      |                                                       |  |
| Febbraio 1998  | 答案                                   | 滾石            | 與萬芳合唱單曲                                        |  |
| Settembre 1998 | 原聲帶                                 | Warner Music    |                                                       |  |
| Febbraio 1999  | 音樂大世紀-歌癮十五年                  | UFO GROUP       | Artisti UFO                                           |  |
| Settembre 1999 | 精選蔡琴                               | EMI             |                                                       |  |
| Settembre 1999 | 沒有男人的房子不算家                   | Warner Music    | 【天使不夜城】歌舞劇原聲帶                            |  |
| Marzo 2000     | 機遇                                   | GODOT THEATRE   | 【淡水小鎮】原聲帶                                    |  |
| Giugno 2000    | To Encounter                           | ZRUDEN          |                                                       |  |
| Settembre 2000 | 花天走地                               | Universal Music |                                                       |  |
| Febbraio 2001  | 金片子【壹】- 天涯歌女                 | ZRUDEN          |                                                       |  |
| Febbraio 2001  | 金片子【貳】- 魂縈舊夢                 | ZRUDEN          |                                                       |  |
| Luglio 2001    | 橘子紅了                               | ZRUDEN          |                                                       |  |
| Settembre 2001 | Continue                               | ZRUDEN          |                                                       |  |
| Gennaio 2002   | 蔡琴一起走來香港演唱會Live             | BETTER          |                                                       |  |
| Agosto 2002    | Mesmerized 蔡琴懷舊精選                | Warner Music    |                                                       |  |
| Settembre 2003 | 情盡夜上海回憶錄                       | GODOT THEATRE   | 【情盡夜上海】雋永老歌歌舞劇                          |  |
| Febbraio 2004  | Best of The Best                       | Warner Music    |                                                       |  |
| Marzo 2004     | 抒琴時間                               | Warner Music    |                                                       |  |
| Luglio 2004    | Under The Moon Light 2004              | 廣州天藝        |                                                       |  |
| Maggio 2005    | 一千個春天【經典復刻版】               | music543.com    |                                                       |  |
| Aprile 2007    | 不了情2007經典歌曲香港演唱會           | Universal Music |                                                       |  |
| Ottobre 2007   | 蔡琴 金聲演奏廳                        | Universal Music |                                                       |  |